# Popular, Inc.
Popular, Inc., es la compañía matriz del Banco Popular de Puerto Rico, Popular Bank. Es un conglomerado financiero con presencia en los Estados Unidos y su presidente y principal oficial ejecutivo es Javier D. Ferrer, quien ocupa dicho puesto desde el 1 de julio de 2025. 
Sus oficinas centrales se hallan en el edificio Popular Center en Hato Rey, Puerto Rico. 

## Subsidiarios y servicios

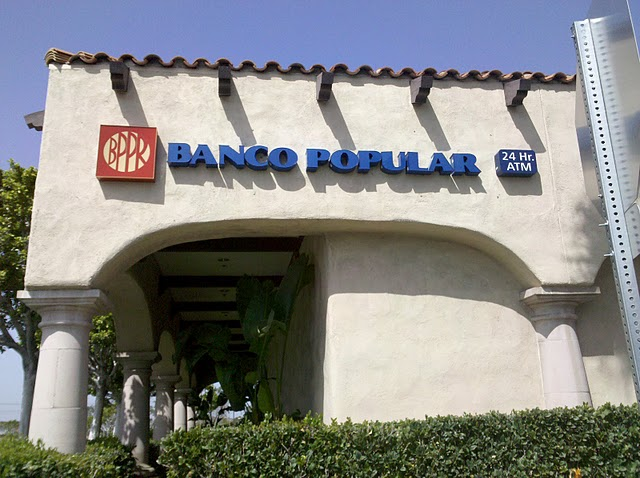
Un local en Anaheim Hills

- Banco Popular de Puerto Rico
- Popular Auto
- Popular Mortgage
- Popular Securites
- Popular Asset Management
- Popular Insurance
- Popular Bank

## Principales competidores (en Puerto Rico)
- FirstBank